# Luis Suárez Salazar
Luis Suárez Salazar (* 14. Mai 1950 in Guantánamo) ist ein kubanischer Soziologe und Politologe. Er lehrt an der Universität von Havanna.

## Leben
Suárez studierte zunächst an der Universität Havanna und erwarb 1975 den Abschluss Licenciatura in Politikwissenschaften und promovierte später in Soziologie. Von 1991 bis 1993 war Luis Suárez Salazar Vorsitzender der Asociación Latinoamericana de Sociología. Heute ist er Honorarprofessor an der Fakultät für Philosophie und Geschichte der Universität von Havanna und am Instituto Superior de Relaciones Internacionales „Raúl Roa García“ (Hochschule für Internationale Beziehungen) des kubanischen Außenministeriums in Havanna.

## Veröffentlichungen
- Lateinamerika und Karibik. 2004.
- El 11 de septiembre 2001. Mito y Mentira. 2004
- América Latina y el Caribe. 2001.
- Futuridad del Che. 2000.
- El siglo XXI: Posibilidades y desafíos para la Revolución cubana. 2000.

| Personendaten    | Personendaten                        |
| ---------------- | ------------------------------------ |
| NAME             | Suárez Salazar, Luis                 |
| KURZBESCHREIBUNG | kubanischer Soziologe und Politologe |
| GEBURTSDATUM     | 14. Mai 1950                         |
| GEBURTSORT       | Guantánamo                           |